# 小松謙
小松 謙（こまつ けん、1959年4月 - ）は、中国文学者、京都府立大学教授。テレビプロデューサーの小松純也は弟。
兵庫県西宮市生まれ。1982年京都大学文学部中国文学科卒、1987年同大学院博士課程中退、2001年「中国白話文学研究」で文学博士。1987年富山大学教養部講師、1989年助教授、1992年京都府立大学文学部助教授、2002年教授。1996年第六回蘆北賞、1998年東方学会賞、2001年日本中国学会賞受賞。

## 著書
- 『中国歴史小説研究』 汲古選書：汲古書院 2001.1
- 『中國古典演劇研究』 汲古書院 2001.10
- 『「現実」の浮上 「せりふ」と「描写」の中国文学史』 汲古書院 2007.1
- 『「四大奇書」の研究』 汲古書院 2010.11
- 『中國白話文學研究』 汲古書院 2016.11
- 『水滸傳と金瓶梅の研究』 汲古書院 2020.11
- 『詳注全訳 水滸伝』 汲古書院（全13巻）、2021.8 -
- 『中国文学の歴史 元明清の白話文学』東方選書 2024.9
- 『熱狂する明代　中国「四大奇書」の誕生』角川選書 2024.12

## 共編著
- 『『董解元西廂記諸宮調』研究』 赤松紀彦、井上泰山、金文京、高橋繁樹 著、高橋文治共著 汲古書院 1998.2
- 『図解雑学 水滸伝』 松村昂共著 ナツメ社 2005.4
- 『元刊雑劇の研究』赤松紀彦、井上泰山、金文京、佐藤晴彦、高橋繁樹、高橋文治、竹内誠、土屋育子共編 汲古書院（全3巻） 2007.10 - 2014.9
- 『能楽と崑曲 日本と中国の古典演劇をたのしむ』 赤松紀彦、山崎福之共編 汲古書院 2009.3
- 『水滸伝 ビギナーズ・クラシックス 中国の古典』角川ソフィア文庫 2023.12。入門解説

## 参考
- 著書に付された著者紹介[要文献特定詳細情報]